# Старий Вовчинець (зупинний пункт)
Старий Вовчинець — пасажирський зупинний пункт Івано-Франківської дирекції Львівської залізниці. 
Зупинний пункт розташований в однойменному селі Глибоцького району Чернівецької області на лінії Чернівці-Північна — Багринівка між станціями Вадул-Сірет (2 км) та Вікшань (7 км).

## Пасажирське сполучення
Найближча станція за 2,1 км — Вадул-Сірет, від якої здійснюється пасажирське сполучення.